# Keita Isozaki
Keita Isozaki (Odawara, 17 november 1980) is een Japans voetballer (verdediger) die van 2009 tot 2016 voor de Japanse eersteklasser Sagan Tosu uitkwam. Voordien speelde hij onder meer voor Mito HollyHock en Vegalta Sendai.